# Utiaritichthys
Utiaritichthys és un gènere de peixos de la família dels caràcids i de l'ordre dels caraciformes.

## Taxonomia
- Utiaritichthys longidorsalis (Jégu, Tito de Morais & dos Santos, 1992)[2]
- Utiaritichthys sennaebragai (Miranda-Ribeiro, 1937)[3][4][5][6][7][8][9]